# Deus Ex: Human Revolution
Deus Ex: Human Revolution é um jogo eletrônico de RPG de ação – combinando elementos de tiro em primeira pessoa e stealth – desenvolvido pela Eidos-Montréal e publicado pela Square Enix Europe. Ele foi lançado mundialmente em agosto de 2011 para Microsoft Windows, PlayStation 3 e Xbox 360, com uma conversão para OS X estreando em abril do ano seguinte. É o terceiro título principal da série Deus Ex, com seus eventos se passando duas décadas antes do jogo original lançado em 2000. A jogabilidade envolve a exploração e combate em ambientes conectados a vários níveis centrais diferentes, além de missões que geram pontos de experiência que podem ser usados para melhorar as habilidades do personagem. Escolhas de diálogos também estão presentes, com opções de respostas em pontos importantes da história afetando como alguns dos eventos ocorrem.
A história se passa em 2027, focando-se em Adam Jensen, o oficial de segurança das Indústrias Sarif, uma companhia desenvolvedora da mais avançada tecnologia em órgãos artificiais chamados de "aprimoramentos". Um ataque contra a Sarif aparentemente mata a pesquisadora Megan Reed e deixa Jensen seriamente ferido. Para salvá-lo, o presidente da empresa David Sarif o faz passar por um grande processo de aprimoramento. Jensen então parte à procura dos atacantes e da sombria organização por trás deles. A história explora os temas do transumanismo, crescimento do poder de megacorporações e seu impacto nas classes sociais, além do tema recorrente da série sobre teorias da conspiração.
O desenvolvimento de Human Revolution começou em 2007 com uma pequena equipe dentro da principiante Eidos-Montréal, depois de várias tentativas abortadas da desenvolvedora original Ion Storm de desenvolver uma sequência de Deus Ex: Invisible War lançado em 2003. As principais influências foram o mito de Ícaro, que é um elemento temático também presente no Deus Ex original, e as obras de arte e ideias do Renascimento, que influenciaram a história, gráficos e música enquanto eram combinadas com os típicos elementos cyberpunk da série. A natureza aberta da jogabilidade foi difícil de ser realizada, com as batalhas contra chefões sendo terceirizadas para outra desenvolvedora devido a limitações de tempo. A trilha sonora composta por Michael McCann se centrava em ambientações e músicas de fundo sobre temas de personagens e melodias.
Human Revolution foi anunciado pela primeira vez em 2007, pouco depois do começo do seu desenvolvimento. Seu título oficial e janela de lançamento foram revelados em 2010. Um conteúdo para download de história chamado The Missing Link foi desenvolvido após a estreia, contendo melhorias na jogabilidade. Um corte do diretor com mais melhorias na jogabilidade e conteúdos adicionais foi lançado em 2013 para as plataformas originais e também para Wii U. O jogo foi bem recebido pela crítica, que elogiou seu enredo, jogabilidade em geral e a liberdade de escolha tanto na história quanto na customização. As maiores críticas foram voltadas para as batalhas de chefões e problemas técnicos recorrentes. O corte do diretor recebeu mais elogios por seus elementos de jogabilidade aprimorados. Human Revolution gerou um spin-off chamado Deus Ex: The Fall e uma sequência intitulada Deus Ex: Mankind Divided, além de livros e quadrinhos aprofundando seu mundo e personagens.

## Jogabilidade

Imagem da jogabilidade de Deus Ex: Human Revolution. O personagem empunha uma das armas disponíveis enquanto o HUD mostra as opções de atalhos, a vida do personagem e a quantidade de munição disponível.

Deus Ex: Human Revolution é um RPG eletrônico de ação que incorpora mecânicas de tiro em primeira pessoa e stealth. Os jogadores assumem o papel de Adam Jensen, um homem equipado com implantes cibernéticos chamados de aprimoramentos. Os ambientes do jogo vão de centros em mundo aberto até locais mais guiados e são explorados a partir de uma perspectiva em primeira pessoa, porém ações como se esconder atrás de uma proteção, conversar com personagens não jogáveis e algumas animações de ataque são mostradas em terceira pessoa. Os jogadores podem encontrar nesses centros outros personagens que avançam tanto a história principal quanto missões paralelas opcionais: Jensen ganha pontos de experiência, que aumentam seu nível de experiência, ao completar missões e realizar outras ações como combater inimigos. Vendedores do mercado negro estão acessíveis aos jogadores e providenciam equipamentos, suprimentos, armas e munição em troca de Créditos, a moeda do jogo. Objetos interativos no ambiente são destacados, porém essa opção é desativada no nível mais alto de dificuldade ou também pode ser desativada pelo próprio jogador no menu de opções.
Existem diferentes modos de abordar as situações do jogo: os jogadores podem empregar uma abordagem violenta e avançar pelos ambientes atirando em inimigos e se escondendo em proteções. Por outro lado, existe a opção de uma abordagem furtiva, evitando guardas e dispositivos de segurança, também usando coberturas para se esconder de inimigos. Jensen pode mover-se entre coberturas e esquinas enquanto permanece escondido. Subjugar inimigos no modo furtivo também possui opções letal e não letal, além de armas que podem matar ou atordoar oponentes. Jensen também pode mover os corpos de oponentes abatidos para esconderijos, impedindo que eles sejam vistos e que o alarme seja disparado. Os aprimoramentos são uma parte importante das habilidades do personagem, podendo serem melhorados através de Praxis Kits que são comprados de vendedores especiais encontrados nos ambientes ou desbloqueados automaticamente ao subir de nível: aprimoramentos de nível mais alto precisam de mais Praxis Kits para serem desbloqueados. As funções dos aprimoramentos podem ir desde melhorias para a visão de Jensen ou resistência contra danos, até aprimoramentos que permitem que ele pule de grandes alturas sem se machucar ou ganhe mais força. Certos aprimoramentos precisam ser ligados e desligados manualmente pelo jogador, com alguns sendo automaticamente mapeados em atalhos ou nos botões do controle. Alguns aprimoramentos também dependem do nível de energia de Jensen, sendo desativados depois de uma quantidade de energia ser esgotada.
Jensen pode participar de conversas com personagens não jogáveis sobre missões principais e paralelas. Ao conversar, o jogador recebe três opções diferentes de respostas que afetam o rumo do diálogo: escolher a opção correta pode ajudar na realização dos objetivos, enquanto a opção errada fecha aquela rota e força o jogador a encontrar uma alternativa. Um aprimoramento "social" permite uma melhor leitura das expressões dos personagens e o julgamento de seu perfil psicológico, aumentando as chances de escolher a opção de diálogo certa. Jensen encontra terminais e computadores dentro dos ambientes que podem ser acessados com uma senha ou por hackeamento. Uma tela especial aparece na opção de hackear, mostrando o caminho através do sistema de segurança até a informação desejada: o caminho é acessado ao abrir nódulos para alcançar o Registro. Nódulos diferentes possuem índices diferentes, afetando quão facilmente podem ser acessados. Dispositivos diferentes também têm graus diferentes de dificuldade, que por sua vez ditam quantas tentativas de hackeamento são permitidas. Cada tentativa ativa uma Sub-Rotina de Diagnóstico que trabalha para impedir o hack, iniciando um limite de tempo assim que é alertada. Jensen pode usar habilidades e itens adicionais para aumentar o tempo, como um software para parar ou capturar instantaneamente um nódulo, ou ainda fortificar nódulos capturados para expandir o limite de tempo. Hacks bem sucedidos geram pontos de experiência, Créditos e às vezes itens adicionais.

## Sinopse

### Mundo
Human Revolution se passa em 2027, 25 anos antes dos eventos do Deus Ex original. A série Deus Ex se passa em um futuro cyberpunk com organizações secretas e conspirações: dentre essas forças estão os Illuminati. A sociedade humana foi marcada por grandes melhorias antes dos eventos de Human Revolution, com as pessoas combatendo o aquecimento global ativamente, encontrando curas para uma grande variedade de doenças e aprimorando a energia verde. Além disso, megacorporações globais sobrepujaram a autoridade dos governos em poder e influência, enquanto forças militares privadas superaram os exércitos oficiais nos países de primeiro mundo. Avanços na biotecnia e cibernética levaram ao desenvolvimento de "aprimoramentos", órgãos artificiais avançados capazes de melhorar e aumentar a performance do corpo humano. O desenvolvimento da tecnologia de aprimoramentos causou a criação de uma nova divisão social: aqueles com os órgãos artificiais tornaram-se os novos cidadãos de primeira classe do mundo e são considerados o futuro da humanidade, enquanto humanos normais formam a maior parte da população da classe social mais baixa. Os aprimoramentos também vieram com a necessidade de tomar neuropozina, uma droga imunossupressora que impede que o corpo rejeite a tecnologia. A sociedade foi divida em "augs", humanos que aceitaram a tecnologia de aprimoramentos; e os humanos normais que são moralmente contra tal tecnologia, muito pobres para poder pagar por ela ou cujos corpos rejeitaram os órgãos artificiais. As tensões entre as duas facções começaram a gerar conflitos abertos na época em que Human Revolution se passa.

### Personagens

Adam Jensen, o protagonista de Human Revolution.

O protagonista é Adam Jensen, um natural de Detroit com uma origem humilde que foi líder do esquadrão SWAT local até ter se recusado a seguir uma ordem questionável e expulso. Depois disso foi contratado como gerente de segurança das Indústrias Sarif, uma companhia especialista na mais avançada tecnologia de aprimoramentos. Uma de suas companheiras na empresa é Megan Reed, pesquisadora da Sarif e sua ex-namorada. Presidindo a companhia está o diretor executivo David Sarif. Jensen conhece vários personagens importantes ao longo de suas missões entre Detroit, Montreal e a nova metrópole de Hengsha em Xangai. Esses incluem Faridah Malik, a piloto da Sarif; Frank Pritchard, engenheiro técnico da empresa; Eliza Cassan, uma personalidade midiática e a imagem pública da Picus Communications; William Taggart, fundador do grupo anti-aprimoramentos Humanity Front; Hugh Darrow, o criador da tecnologia de aprimoramentos mas que também é uma das pessoas geneticamente incapazes de usá-los; Zhao Yun Ru, presidente da megacorporação Tai Yong Medical; e o esquadrão mercenário "Tiranos", composto por seu líder Jaron Namir, Lawrence Barrett e Yelena Fedorova.

### Enredo
As Indústrias Sarif é atacada pelos Tiranos nas vésperas de revelar um novo tipo de aprimoramento que não necessitará do uso de neuropozina. Adam Jensen tenta salvar Megan Reed e outros cientistas, porém Jaron Namir o fere seriamente e aparentemente mata Reed e os outros cientistas. David Sarif usa as mais avançadas tecnologias para salvar Jensen, lhe dando habilidades super-humanas: ele também descobre que os aprimoramentos estão ligando-se naturalmente sem a necessidade da droga. Jensen é chamado seis meses depois para lidar com um ataque a um dos armazéns da Sarif realizado por um grupo de extremistas anti-aprimoramentos, descobrindo um hacker aprimorado tentando acessar a arma secreta Tufão. O hacker é forçado por seu controlador a se matar depois de ser descoberto. Jensen recupera o centro neural do hacker em sua antiga delegacia policial de Detroit, com Frank Pritchard conseguindo rastrear o sinal de hackeamento até uma fábrica abandonada em Highland Park. Jensen descobre que os Tiranos estão protegendo um campo de detenção da Agência Federal de Gestão de Emergências, porém estão indo embora devido ao fracasso no ataque contra a Sarif. Jensen confronta e derrota um dos mercenários, Lawrence Barrett, que lhe diz para ir até Hengsha antes de se matar com uma granada.
Jensen viaja até Hengsha junto com a piloto Faridah Malik e rastreia o hacker Arie van Bruggen, que está sendo caçado tanto pela companhia de segurança particular Belltower Associates quanto pelo líder criminoso local Tong Si Hung. Van Bruggen instrui Jensen a encontrar evidências dentro da Tai Yong Medical, a maior produtora de tecnologia de aprimoramentos do mundo e a principal rival da Sarif. Ele encontra imagens de uma ligação entre Namir e Zhao Yun Ru, que confirma que Reed e os outros cientistas estão vivos e que Eliza Cassan está de alguma forma envolvida. Jensen confronta Zhao em seu apartamento, descobrindo que ela é aliada de uma poderosa organização que controla os interesses globais, porém as forças de segurança chegam e Zhao foge. Jensen viaja até prédio da Picus em Montréal, encontrando Cassan, que revela-se ser uma inteligência artificial projetada para influenciar a mídia; ela começou a questionar seu papel apesar de sua programação, oferecendo-se para ajudar Jensen. Ele consegue derrotar Yelena Fedorova dos Tiranos e Cassan lhe dá imagens que o levam ao dr. Isaias Sandoval, ajudante de William Taggart.
Jensen volta para Detroit e Sarif admite que os Illuminati estão por trás dos ataques. Ele se infiltra em um comício da Humanity Front e descobre a localização de Sandoval. O doutor admite seu envolvimento nos sequestros dos cientistas e dá a Jensen uma pista para encontrá-los. De volta ao quartel-general da Sarif ele se encontra com Hugh Darrow, que está trabalhando para evitar o aquecimento global com a recém construída Instalação Panchaea no Ártico. Jensen, junto com outras pessoas aprimoradas, começam a passar por dolorosas falhas, com as autoridades pedindo para que todos tenham seu biochip substituído. Pritchard consegue localizar o sinal de rastreamento de um dos cientistas, levando Jensen de volta a Hengsha, onde ele e Malik são emboscados pela Belltower. O sinal o leva até Tong Si Hung, que acabou de ser implantado com o braço do agora morto cientista. Jensen consegue escapar de uma explosão com o auxílio de Tong, acordando alguns meses depois em uma base secreta em Singapura. Ele encontra os cientistas sequestrados e descobre que o mau funcionamento dos chips foi armado para distribuir o resultado de suas pesquisas: um novo biochip que controla os humanos aprimorados. Jensen se infiltra no búnquer secreto da instalação. Ele enfrenta Namir e encontra Reed. Ela conta que foi sequestrada por causa de sua pesquisa; a chave genética para deixar todos os humanos compatíveis com os aprimoramentos, que ela achou no DNA de Jensen – além de ajudar Darrow a impedir os planos dos Illuminati.
Darrow aparece pouco depois na televisão e transmite um sinal modificado que coloca todas as pessoas com o novo biochip em um frenesi assassino movido por um estado de terror. Jensen evacua os cientistas e viaja até Panchaea com um módulo de voo orbital. Ele confronta Darrow, que revela desejar que os humanos abandonem a tecnologia dos aprimoramentos por achar que ela irá destruir a identidade da espécie. Jensen parte para desabilitar o supercomputador da instalação e encerrar a transmissão; no caminho encontra Taggart e Sarif, que pedem para que ele fique do lado deles a fim de realizar seus próprios objetivos. Jensen confronta Zhao no centro de Panchaea quando ela tenta sequestrar o sinal para uso próprio; Cassan oferece a Jensen quatro opções. Transmitir a verdade completa e distanciar os humanos dos aprimoramentos; sabotar o sinal para colocar suspeitas sobre a Humanity Front e assim permitir o desenvolvimento de mais tecnologias de aprimoramentos; enviar um relatório culpando o incidente em neuropozina contaminada para que assim o grupo de Taggart e os Illuminati encontrem mais apoio; ou destruir Panchaea para que ninguém "controle a história". A narração final varia dependendo da escolha do jogador e se Jensen teve uma abordagem pacifista ou violenta no decorrer do enredo.
Na cena pós-créditos, Reed se encontra com Bob Page, o principal antagonista do Deus Ex original, e discute sua participação no "nanite vírus quimera" e "projeto D": pouco antes disso, Page tinha instruído sua parceira Morgan Everett a procurar nos destroços do Projeto Hydron por tecnologias recuperáveis que possam ser usadas na "Iniciativa Morfeu". Estes são os precursores na nanotecnologia do vírus "Morte Cinza" e da inteligência artificial "Helios", partes importantes do enredo de Deus Ex.

## Desenvolvimento
O Deus Ex original e sua sequência Deus Ex: Invisible War foram desenvolvidos pela Ion Storm, com variados níveis de envolvimento de seu criador e co-fundador do estúdio Warren Spector e o projetista Harvey Smith. Muitas tentativas de desenvolver uma nova sequência foram feitas após o lançamento de Invisible War em 2003, mesmo depois da saída de Spector da Ion Storm. Os dois principais projetos foram chamados de Deus Ex: Insurrection e Deus Ex 3; o primeiro usava o mesmo motor de jogo de Invisible War e distanciava-se de suas mecânicas, enquanto o segundo tinha a intenção de ser um jogo de mundo aberto com uma narrativa ramificada. Outros projetos abortados, que surgiram como o quarto Deus Ex após Insurrection, levaram ao desenvolvimento do jogo Project Snowblind. A perspectiva da produção de um novo título da série Deus Ex foi paralisada quando a Ion Storm passou por dificuldades financeiras, vários membros da equipe deixaram a empresa e sua dona Eidos Interactive foi fechada em 2005.
O desenvolvimento conceitual de Human Revolution começou no início de 2007, pouco depois da fundação da Eidos-Montréal. Nesse momento a equipe era bem pequena, formada pelo produtor David Anfossi, o diretor Jean-François Dugas, o projetista sênior François Lapikas e o diretor de arte Jonathan Jacques-Belletête. O período inicial foi dedicado à leitura de livros como pesquisa antes de sessões de ideias para criar os conceitos básicos do jogo. Uma das coisas estabelecidas bem no começo foi que este seria um projeto ambicioso e eles precisavam trazer membros importantes da equipe a bordo o mais cedo possível. A equipe também jogou os dois títulos anteriores, determinando aquilo que gostavam e desgostavam e como poderiam trazer ou aprimorar esses pontos. Uma das primeiras decisões tomadas foi manter-se fiel aos principais valores da série, mesmo com Human Revolution sendo em essência um recomeço. A equipe apresentou várias páginas de conceito quando foram mostrar seu projeto para a Eidos, recebendo a permissão de continuar com o desenvolvimento dois dias depois. Todos os membros da equipe principal eram novatos na série Deus Ex, provando-se ser um grande desafio para o time de desenvolvimento como um todo. O período mais difícil foram os dois primeiros anos de produção, que foram descritos como um "corte vertical" pelos conceitos do jogo enquanto eles tentavam levar um pedaço do jogo para uma qualidade final antes de expandir isso por todo o título.
Human Revoltion foi planejado para os consoles e Microsoft Windows, com uma das coisas que Dugas insistiu foi para que a versão de PC não fosse uma conversão da versão de consoles. Com isso em mente, as duas versões precisavam ser o mais próximas possíveis na jogabilidade. As cutscenes do jogo foram criadas em colaboração entre a Eidos Montréal, o departamento de computação gráfica Visual Works da Square Enix e a companhia canadense Goldtooth Creative. Esta última criou conceitos iniciais baseados no jogo, enquanto a animação em si foi realizada pela Visual Works. A equipe mais tarde afirmou que o processo de criação das cutscenes se tornou um esforço de vários estúdios devido a restrições de tempo, mesmo eles sabendo da necessidade de incorporar vários métodos de contar histórias. Eles também tiveram que abandonar cutscenes em tempo real por questões de tempo. A equipe utilizou como motor de jogo a Crystal Engine da Crystal Dynamics, que anteriormente fora empregada em Tomb Raider: Legend. Isso tinha a intenção de fazer parte de uma política de compartilhamento de tecnologia que aprimoraria o motor para distribuição em uma forma melhorada. Apesar das intenções iniciais e de um demo técnico ter sido criado sem problemas, o motor rapidamente mostrou-se inadequado para as necessidades da equipe já que a Eidos Montréal e a Crystal Dynamics estavam levando suas necessidades para direções diferentes. A Eidos recebeu permissão para se ramificar do motor principal para que assim seu jogo pudesse funcionar, adicionando novas ferramentas de produção que o fizeram funcionar em um novo ambiente.

### Narrativa
O roteiro foi escrito por Mary DeMarle, que também foi a diretora narrativa. Apesar de ter atuado como roteirista chefe, ela também trabalhou com outras pessoas ao longo do desenvolvimento para que a história pudesse ser transmitida através dos ambientes e diálogos, além de lidar em como a progressão era influenciada pelas escolhas do jogador. Sheldon Pacotti, o principal roteirista dos dois primeiros jogos Deus Ex, foi trazido de volta como consultor durante os estágios iniciais, também sendo contatado regularmente durante a produção a fim de garantir que o enredo se encaixava corretamente com a cronologia da série. Quatro roteiristas ao todo trabalharam no jogo. DeMarle foi trazida para o projeto quatro meses após o início do desenvolvimento, quando foi decidido que Human Revolution seria uma prequela, focando-se na tecnologia de aprimoramentos mecânicos em vez de nanotecnológicos. A roteirista olhou vários projetos como parte de sua pesquisa, desde especulações sobre teorias da conspiração até o nível atual da biotecnologia: a história final foi muito influenciada por sua leitura de livros de não-ficção e trabalhos acerca do transumanismo. DeMarle comparou o estudo do jogo sobre transumanismo através do personagem de Jensen com o que fora feito no filme Blade Runner, ao mesmo tempo usando o meio dos jogos eletrônicos para levantar de maneira sutil questões sobre a ética e motivações do transumanismo. Ela também afirmou que a ironia central da narrativa era de Jensen ser forçado a enfrentar essas questões pessoalmente, algo que anteriormente havia sido explorado por diferentes meios narrativos em Deus Ex. O final, que fundamentalmente era decidido com opções de botões, foi escolhido por restrições técnicas e de tempo enquanto ainda assim mantinha a interação do jogador. A história permaneceu quase inalterada apesar da jogabilidade ter evoluído ao longo do desenvolvimento e alguns elementos terem sido cortados, com ela em vez disso sendo refinada e melhorada para corrigir furos de roteiro.
Ao criar Adam Jensen, DeMarle queria lhe dar uma personalidade bem definida, com isto precisando ser equilibrado com a natureza movida pelo jogador da narrativa. Um dos maiores desafios foi criar as várias opções de diálogos, já que a roteirista precisava imaginar o que um personagem diria caso fosse hostil enquanto ela mesma normalmente o representaria como benigno. Múltiplas camadas de diálogos foram criadas dentro dessas variantes a fim de chegar em diferentes atmosferas dentro da narrativa. Havia diálogos normais com personagens pequenos, conversas mais complexas com personagens importantes em missões e aquilo que DeMarle chamou de "conversas de luta com chefões", diálogos ligados à jogabilidade em que habilidades sociais poderiam ajudar o jogador a alcançar seu objetivo. A equipe se inspirou nas representações de personagens na série Metal Gear ao criarem seus próprios personagens. A roteirista citou as histórias de Howard Hughes, Richard Branson e Bill Gates ao projetar o lado corporativo do jogo como inspirações para os poderosos diretores executivos na narrativa de Human Revolution. Ela também comentou que o modo em que as corporações conquistaram mais poder que os governos na história faz um paralelo aos comentários políticos e poder corporativo do mundo real.
O mundo de Human Revolution foi projetado para fazer uma paralelo com o mito grego de Ícaro; na história do mito, Ícaro conseguia voar com asas artificiais, porém aproximou-se demais do Sol e suas asas foram destruídas, fazendo-o cair para a morte. A nova dependência e experimentação do mundo com os aprimoramentos espelha o mito, com a narrativa do jogo se passando em um ponto crucial, com o resultado podendo ser decidido pelo jogador. O foco geral na tecnologia e seu efeito na sociedade humana também se ligam com os temas visuais do título. A equipe de desenvolvimento usou várias referências ao criarem o mundo e a narrativa. O romance The Children of Men de P. D. James foi utilizado para capturar o mundo e o resultante drama caótico, Bioshock lhes deu uma referência para lidar com temas maduros, enquanto a série de televisão Rome mostrou como a ambição de pessoas poderosas moldaram a história. O sentimento de tensão entre humanos normais e aprimorados foi inspirado pela tensão similar entre humanos e mutantes na franquia X-Men. Os romances Deception Point de Dan Brown, The Firm de John Grisham e a série Dune de Frank Herbert  foram a inspiração para os elementos de conspiração do enredo. O desejo por qualidade nas cutscenes e diálogos foram influenciados diretamente pelas séries Grand Theft Auto e Mass Effect. DeMarle definiu o produto final como um estudo de contrastes, já que a implementação da tecnologia de aprimoramentos criou uma nova forma de divisão no sistema de classes sociais quando outras barreiras sociais caíram. Outros temas usados nos jogos Deus Ex anteriores, como a exploração da cultura do medo, funcionamentos de um Estado de vigilância e a exploração criada pela desigualdade econômica, também foram colocados em Human Revolution. A equipe criou materiais escritos suplementares como e-mails, e-books e "secretárias de bolso" (equipamentos semelhantes a celulares) a fim de criar mais profundidade para o mundo e a narrativa.

### Projeto técnico
Lapikas ficou responsável por vários aspectos do jogo como seu projetista chefe, incluindo o sistema de cobertura, aprimoramentos, conversações, hacking, combate, inteligência artificial de stealth, objetos interativos e equilíbrio geral. A equipe estabeleceu quatro pilares conceituais ao criar a jogabilidade: "combate", "stealth", "hacking" e "social". Apesar da jogabilidade ser principalmente em primeira pessoa, a câmera muda para uma visão em terceira pessoa durante certas ações, um elemento que fazia parte da série Deus Ex desde o começo. Isso foi feito porque os desenvolvedores queriam criar uma conexão entre Jensen e os jogadores, mesmo correndo o risco disso quebrar a imersão. Aprimoramentos foram projetados para serem customizáveis dependendo do estilo de jogo dos jogadores, porém diferente dos títulos anteriores da série, o uso dos aprimoramentos mecânicos e a mudança para terceira pessoa permitem que os jogadores vejam suas mudanças afetarem a aparência do personagem.
Várias referências foram usadas para o combate. Estas incluíam Tom Clancy's Rainbow Six: Vegas para o sistema de cobertura e o combate tático, F.E.A.R. para o desenho da inteligência artificial, BioShock para a interligação das armas e tipos de obstáculos, a série Call of Duty para o sistema de regeneração de vida, e Resident Evil 4 para diversos aspectos incluindo o sistema de inventário, economia de jogo e ações contextuais. O combate tinha a intenção de ser fácil de compreender e visceral, com os tipos de inimigos indo desde humanos normais para humanos aprimorados e robôs, todos misturados para diferentes situações de combate. Para a jogabilidade furtiva, a equipe utilizou Metal Gear Solid como referência para a inteligência artificial e os sistemas de alerta, e também The Chronicles of Riddick: Escape from Butcher Bay para a sensação orgânica geral da jogabilidade. Eles tiveram preceitos similares para o combate, querendo deixar claro as regras e recompensas ao jogador. O hacking interativo foi uma das primeiras coisas que a equipe decidiu, junto com não incluir quick time events. As mecânicas de hackeamento foram inspiradas pelo RPG de mesa Shadowrun. Eles foram projetados para envolverem tensão, necessitando de um levantamento dos arredores e do sistema de segurança enquanto ao mesmo tempo providenciam recompensas. Interações sociais seguiram o mesmo padrão, tornando-se uma extensão da jogabilidade geral, com um sistema de risco e recompensa similar.
A equipe originalmente queria que as batalhas contra os chefões fossem criadas por eles mesmos ao redor dos elementos similares de escolha do jogador, com seus desenhos iniciais sendo inspirados pelos chefões vistos em Metar Gear Solid. Os confrontos contra os chefões cada vez menos foram o foco já que o desenvolvimento da história e da jogabilidade tomaram prioridade. Eventualmente chegou-se ao ponto em que a equipe de desenvolvimento não seria capaz de completá-los em tempo para o lançamento do jogo. Os desenvolvedores chegaram a contemplar cortá-las por completo, porém isso teria afetado negativamente a história e outros aspectos do projeto de jogo. No final, o desenvolvimento das batalhas dos chefões foi terceirizado para a Grip Entertainment. Esta recebeu acesso ao motor de jogo e ficou com a tarefa de criar os confrontos e incorporá-los à estrutura de Human Revolution. Para isso, eles precisaram incorporar sua própria tecnologia ao sistema, trabalhando com as especificações da Eidos enquanto ao mesmo tempo traziam seu próprio estilo de desenvolvimento para o projeto. Eles também tentaram equilibrar a abordagem orientada para a ação das lutas com outros elementos dentro de Human Revolution para que assim elas fossem acessíveis a todos os tipos de jogadores.

### Arte

Arte conceitual do centro de Hengsha. A estética e as cores foram inspiradas por obras do Renascimento, enquanto ao mesmo tempo ainda continham temas cyberpunk.

Jonathan Jacques-Belletête trabalhou como o diretor de arte, ficando encarregado de moldar o visual. Os dois temas visuais principais foram o mito de Ícaro e as obras de arte do Renascimento: ambos foram entrelaçados no nível narrativo e visual. A equipe se inspirou em importantes artistas renascentistas em termos de cores, incluindo Johannes Vermeer e Rembrandt. O esquema das cores foi dominado por preto e dourado: o primeiro representava os aspectos distópicos, enquanto o segundo era tanto para a humanidade quanto para a esperança do futuro. O estilo do Renascimento originalmente permeava todos os aspectos da arte, porém a equipe acabou criando caixas que se pareciam com mobílias barrocas, então isso foi reduzido e fundido com elementos mais modernos e cyberpunks. A equipe cunhou o termo "cyber-renascença" durante o desenvolvimento para definir suas misturas do estilo renascentista, elementos cyberpunks e o mito de Ícaro. Uma enorme quantidade de artes conceituais foram criadas para o jogo: enquanto a maioria foi desenhada pelos artistas Richard Dumont e Eric Gagnon, outras contribuições vieram de Jim Murray, Brian Dugan, Theirry Doizon, Trong Nguyen e Sébastien Larroudé.
Apesar do cyberpunk ter permanecido como uma parte central do jogo, a equipe enfrentou o problema de que ninguém mais sabia o que exatamente era tal conceito: as referências de jogos e filmes mais recentes que eles tinham vinham do início da década de 2000, já que muitas obras que seriam classificadas como cyberpunk estavam agora sendo tratadas como ficção científica. A equipe desejava criar algo original, mesmo podendo facilmente replicar a atmosfera de filmes como Blade Runner. Algo que preocupou a equipe era representar o mundo de Human Revolution em relação ao Deus Ex original, que cronologicamente se passa 25 anos depois: apesar do primeiro jogo ter usado elementos comuns da época como monitores 4:3 e telefones de fio, Human Revolution utiliza celulares e monitores wide-screen. De acordo com Jacques-Belletête, essa separação acabou ficando como as representações diferentes do mundo entre os dois jogos: enquanto Deus Ex se passa em comunidades pobres e focava-se no impacto social de novas tecnologias, Human Revolution foca-se na alta sociedade e o impacto físico da tecnologia.
Jacques-Belletête trabalhou nos desenhos dos personagens junto com Murray. O diretor de arte pesquisou moda moderna antes de criar os figurinos dos personagens. Já que se focar apenas no estilo renascentista resultaria na criação de roupas consideradas "muito alegóricas" para funcionar, a equipe as redesenhou para que incorporassem elementos do Renascimento e do cyberpunk enquanto ao mesmo tempo não ficassem clichês ou se assemelhassem com trajes que as pessoas usariam atualmente. Os desenvolvedores olharam para vários protagonistas da ficção cyberpunk, desde Blade Runner até o Deus Ex original, para o desenho de Jensen. Seus principais desejos eram incorporar óculos escuros e um sobretudo. Jacques-Belletête moderou seu desenho para combinar as temáticas renascentista e cyberpunk: ele as definiu como sendo capaz de ver o estado aprimorado de Jensen em combate durante os breves momentos de terceira pessoa enquanto ao mesmo tempo visualizá-lo jantando em um restaurante sofisticado. Um desenho que tinha o personagem usando roupas sem mangas por todo o jogo foi descartado porque isso o fez "parecer um babaca". No lugar, eles criaram um visual sem mangas orientado para a ação e um sobretudo com mangas, gola alta e padrões geométricos a fim de retratar os elementos renascentistas. Demorou dois anos e meio para finalizar o visual de Jensen, com vários desenhos sendo rejeitados por falharem em equilibrar corretamente os elementos cyberpunk e Renascimento.
A equipe queria fazer com que o jogo fosse o mais consistentemente realista possível, querendo evitar a situação de modelos de personagens realistas ficando na frente de fundos de baixa resolução. Eles criaram graus diferentes de avanços técnicos para os vários locais: o nível central de Detroit foi o mais realista, enquanto a metrópole ficcional Hengsha foi a mais avançada. A arquitetura da área de Detroit foi inspirada pelos prédios modernos do Japão e Europa. Jacques-Belletête passou muito tempo pesquisando desenhos de mobílias enquanto as criava para os ambiente, brincando de que poderia preencher um catálogo da IKEA com os resultados. Várias outras locações de níveis centrais foram planejadas, incluindo os níveis mais elevados de Hengsha e uma área de Montreal chamada de "Platô" que tinha uma "arquitetura bem específica, chamada de triplexes, com escadas exteriores retorcidas feitas de [...] metal velho". Houve planos no início do desenvolvimento de ter um nível se passando na Índia. A equipe acabou cortando tudo aquilo que não podia ser gerido quando a quantidade de trabalho necessária ficou clara. O nível superior de Hengsha foi construído mas não finalizado antes de ser descartado.

### Música
A música de Human Revolution foi composta por Michael McCann, que trabalhou na trilha entre 2008 e 2011. McCann também lidou com a produção, performance, mixagem e arranjo. Arranjos adicionais foram realizados por François Arbour e Eric Arvisais. Os vocais foram interpretados por Andrea Revel e Courtney Wing. O compositor comparou Human Revolution com seu trabalho anterior em Tom Clancy's Splinter Cell: Double Agent, dizendo que enquanto o segundo podia ser composto como um filme devido sua natureza linear, a abordagem não linear de jogabilidade e história do primeiro necessitavam de um processo de composição diferente. A música de McCann para Human Revolution foi focada nos temas multicamadas dualísticos do jogo, que ele descreveu como "tecnologia/natureza, passado/futuro, riqueza/pobreza", com todos sendo englobados pelo tema transumanista geral. O compositor e o diretor sonoro Steve Szczepkowski começaram inicialmente usando uma trilha eletrônica sombria típica do gênero cyberpunk, porém a música gradualmente tornou-se mais "orgânica" durante o período de três anos em que trabalharam no jogo. McCann também foi influenciado pelos visuais do estilo renascentista, convencendo-se a fundir elementos orgânicos e cyberpunk tradicionais. Os eletrônicos foram influenciados pelas trilhas sonoras cinematográficas de John Carpenter, Vangelis e da banda Tangerine Dream. O clima acústico foi inspirado pelos trabalhos de Lisa Gerrard, Ennio Morricone e Elliot Goldenthal. Fora dos filmes, ele também se inspirou muito em outras bandas e músicos, como por exemplo Amon Tobin e Massive Attack.
A estrutura musical foi definida por McCann como "três lados", imitando o uso temático dos triângulos no jogo. Seus três elementos musicais eram acústico (vocais e cordas) representando o passado, eletrônicos representando o futuro e o presente sendo uma mistura dos dois anteriores em estilo e instrumentalização. Os vocais também evocavam leves subtextos religiosos, que novamente se conectam com o uso do número três. Outro exemplo do desenho triplo foi a música ambiente, que precisava variar entre quieta, tensa e ativa dependendo da situação: cada peça foi construída como uma música independente que poderia interagir com outras dependendo do fluxo da jogabilidade. Isso mostrou-se um desafio para McCann sobre lidar com temas e melodias, já que faixas curtas ficariam repetitivas com o tempo. Ambientes individuais também foram projetados para se contrastarem entre si musicalmente. Um exemplo dado pelo compositor foram áreas diferentes nos níveis centrais das cidades: a música evoca luz e riqueza nos níveis superiores de Hengsha, enquanto as áreas pobres de Detroit são sombrias a fim de refletir a criminalidade e a decadência da área. Essa necessidade de entrelaçar a música com o ambiente significou que McCann precisava manter a música mínima o bastante para não ser obstrutiva enquanto ao mesmo tempo ainda fosse perceptível.
McCann não criou temas de personagens específicos, em vez disso mantendo ambíguos quaisquer temas recorrentes. Ele deu motivos técnicos e estilísticos: tecnicamente o sistema musical do jogo era muito simples para um grande número de faixas musicais longas, e estilisticamente funcionava não ter nenhum tema musical específico influenciando o julgamento do jogador sobre personagens e situações. As músicas para as sequências de hackeamento foram criadas bem no começo do processo, sendo um grupo de faixas que o compositor criou durante uma pausa do projeto. O tema principal do jogo foi "Icarus". McCann criou versões especiais para o trailer de revelação de Human Revolution, incluindo uma versão de seis minutos quebrada em cinco seções para o trailer da edição do corte do diretor. Ele trabalhou por dois meses na criação do tema, começando com piano, vocais e trabalhos mínimos de sintetizadores antes de construir todas as camadas. A camada final adicionada foram "arpeggios sintetizados" que transformaram a peça em uma música completa verdadeiramente cyberpunk. "Icarus", e por extensão toda a trilha sonora, também ligava-se aos temas gerais do jogo.
Um disco com a trilha sonora foi incluído na limitada "Edição Aprimorada" do jogo. Um álbum oficial chamado Deus Ex: Human Revolution Original Soundtrack foi lançado em 15 de novembro de 2011 pela gravadora Sumthing Else Music Works em versões físicas e digitais. O álbum continha 25 faixas criadas a partir de cinquenta de duzentas peças compostas para o jogo. As faixas incluíam músicas tanto do jogo quanto arranjos usados nos trailers. McCann escolheu as faixas para representar a história de Human Revolution, pegando dos vários estilos da música como um todo. O compositor utilizou o álbum oficial para acentuar o que tinha feito com a trilha sonora como um todo. Ele inicialmente queria que o álbum tivesse dois discos, porém percebeu que isso levaria a repetições e assim limitou-se a um único. As outras peças não lançadas foram deixadas de fora justamente por essa repetição em potencial. A música foi elogiada por vários críticos: Gideon Dabi da Original Sound Version comentou a música antes do lançamento do álbum comercial e foi muito positivo sobre o trabalho de McCann, dizendo que era "uma melhoria tremenda sobre seus predecessores" e elogiando seu impacto discreto. Simon Elchlepp da Video Game Music Online deu uma nota 4/5 ao álbum, escrevendo que era "uma experiência muito satisfatória", elogiando a conexão da trilha com os temas do jogo e sua qualidade geral mesmo com alguns deslizes no uso do tema principal. Liz Maas do RPGFan disse que a música conseguiu permanecer consistente com seus temas e valia a pena ser comprada, porém afirmou que ela tendia a ser genérica, especialmente na faixa "Barrett Boss Fight".

## Lançamento
Patrick Melchior, diretor da Eidos France, afirmou em maio de 2007 que um terceiro título da série Deus Ex estava em desenvolvimento. O estúdio na época não comentou a história. O gerente de projeto Stéphane D'Astous da Eidos Montréal confirmou a existência do jogo em novembro, dizendo que a aprovação do conceito tinha acabado de ser dada. Um teaser trailer foi lançado em 26 de novembro. Seu título, primeiros detalhes e janela original de lançamento foram revelados na Game Developers Conference de 2010. O jogo foi publicado mundialmente pela Square Enix. Human Revolution originalmente estava previsto para ser lançado em 2010, porém foi adiado para depois de abril do ano seguinte para que a equipe tivesse mais tempo para polir o jogo. Ele foi lançado para PlayStation 3, Xbox 360 e Microsoft Windows. A jogabilidade era idêntica nas três plataformas com exceção dos esquemas de controle. A Eidos tinha a intenção de que a versão para PCs tivesse um bloqueio regional. A razão eram as limitações do DVD que significavam que os idiomas do jogo precisariam ser divididos. Entretanto, o bloqueio não foi implementado por causa da reação negativa do público.
A conversão para Microsoft Windows foi terceirizada pela Eidos Montréal para a Nixxes Software, que já havia trabalhado com a Eidos em vários projetos como a conversão para PC de Lara Croft and the Guardian of Light. A decisão de terceirizar a conversão foi feita porque a equipe desejava uma versão para computadores de qualidade, porém não tinham meios de lidar com o desenvolvimento de três versões diferentes. A Nixxes foi escolhida por já estar colaborando com o projeto, ser uma desenvolvedora  de conversões confiável e ter um conhecimento profundo do motor de jogo. As duas equipes mantiveram contato constante, trabalhando a partir do mesmo código para que as versões de console e de computador fossem o mais próximas possíveis em termos de conteúdos e gráficos. A Nixxes criou uma DirectX 11 para utilização na versão de PC, permitindo a inclusão de pequenos acertos gráficos e toques extras como a adição de mais opções de antisserrilhamento. Os controles e o HUD foram customizados para funcionarem com um teclado. O anúncio oficial da terceirização da conversão foi recebido de forma mista, algo que fez as duas equipes ficarem ainda mais determinadas em entregar um produto de qualidade. A Advanced Micro Devices proporcionou auxílios técnicos complementares. O jogo posteriormente também recebeu uma conversão para OS X. Esta foi anunciada em setembro de 2011 depois do lançamento das outras versões, com a conversão sendo realizada pela Feral Interactive.
Human Revolution foi lançado em agosto de 2011: sua estreia foi em 23 de agosto na América do Norte, 25 de agosto na Austrália e 26 de agosto na Europa. Além dos lançamentos individuais, edições especiais foram criadas para a América do Norte e Europa com conteúdos extras. O "Pacote Missão Explosiva" incluía uma missão que focava-se em um personagem do Deus Ex original com armas e equipamentos adicionais. A "Edição Aprimorada" incluía todos os conteúdos do "Pacote Missão Explosiva" junto com novos equipamentos e bônus. A versão europeia tinha alguns itens extras do que a versão norte-americana. Um pacote separado vendido em pré-venda pela Steam tinha códigos para destravar itens temáticos do jogo em Team Fortress 2. A conversão para OS X foi lançada em 26 de abril de 2012. A versão lançada foi a "Edição Definitiva", que incluía todos os conteúdos de pré-venda mais os conteúdos para download lançados no ano anterior. Uma pequena controvérsia surgiu ao redor da versão de PC quando a revendedora GameStop começou a remover conteúdos da embalagem original. A loja instruiu seus funcionários e remover cupons de acesso gratuito de Human Revolution no OnLive, um serviço de jogos online, afirmando que os cupons promoviam um competidor de uma de suas subsidiárias, a Spawn Labs and Impulse, que tinha acabado de ser adquirida. A GameStop deu um cartão de presente de cinquenta dólares como desculpa para todos que compraram cópias no PC antes de 26 de agosto.
O jogo foi localizado e lançado no Japão para o PlayStation 3 e Xbox 360, incluindo todos os conteúdos de pré-venda. A versão de PlayStation incluía a faixa de áudio em inglês. O subtítulo Human Revolution foi cortado no Japão, com o jogo sendo chamado apenas de Deus Ex. Ele recebeu uma classificação indicativa "Z" pela CERO, equivalente a uma indicação para "maiores de idade", mesmo tendo passado por edições para remover conteúdos mais violentos e sugestivos, a exibição dos quais são proibidas pela lei japonesa. Ele estava inicialmente previsto para ser lançado em setembro junto com Tales of Xillia, porém acabou adiado em um mês pois a CERO pediu por mais algumas edições de conteúdo de última hora. O jogo finalmente estreou em 20 de outubro.

### The Missing Link
Um episódio extra de história para o jogo principal chamado Deus Ex: Human Revolution – The Missing Link foi lançado digitalmente em 18 de outubro de 2011 na Steam e Xbox Live, e em 19 de outubro na PlayStation Network. Da mesma forma ele estreou no Japão para as versões de console em 7 de março de 2012 na PlayStation Network e em 20 de março na Xbox Live. Planos para um conteúdo para download foram anunciados pela primeira vez em agosto de 2010, sendo planejado como uma espécie de extensão do jogo principal. Os desenvolvedores inicialmente não planejaram nenhum conteúdo extra para download, com o início de seu desenvolvimento acontecendo mais para o fim do processo de produção de Human Revolution, quando o tema visual já estava finalizado. O desenvolvimento empregou apenas os membros principais da equipe, porém foi mais lento pois o foco estava todo no jogo principal. Os desenvolvedores melhoraram a iluminação, mecânicas de jogabilidade, liberdade do jogador e animações dos personagens para The Missing Link. O episódio foi desenvolvido inteiramente pela Eidos Montréal, dando à equipe a oportunidade de desenvolver uma luta de chefão com várias soluções e diferentes abordagens, algo que tinham se arrependido de não terem conseguido fazer no jogo principal.

### Director's Cut
Um corte do diretor chamado Deus Ex: Human Revolution – Director's Cut foi anunciado em abril de 2013. Ele foi co-produzido pela Eidos Montréal e o estúdio australiano Straight Right. O jogo foi originalmente anunciado como um exclusivo de Wii U, porém posteriormente foi confirmado também para as plataformas originais. Uma das maiores mudanças nessa versão foram as batalhas dos chefões: a equipe criou novas estratégias para jogadores que preferem uma jogabilidade e caminho furtivo, porém não puderam criar opções não-letais por motivos de história. Eles também realizaram ajustes no sistema de energia, melhoraram a inteligência artificial dos inimigos e melhoraram os sistemas de iluminação e sombras. Estas mudanças foram trazidas do desenvolvimento de The Missing Link, que tinha sido criado baseado no desejo da equipe de melhorar certos aspectos do jogo principal. Apesar de conversões anteriores de outros grandes jogos para o Wii U terem sido vistas como decepcionantes para o público, a Eidos Montréal viu essa oportunidade como uma chance de criar a edição "definitiva" de Human Revolution.
A versão de Wii U recebeu um preço mais alto do que as versões para outros consoles: a equipe afirmou que isso acorreu por causa dos elementos adicionados. Todas as versões continham opções de segunda tela para algumas das funções: o Wii U GamePad foi usado para o Wii U, o PlayStation Vita para o PlayStation 3 e o Xbox SmartGlass para o Xbox 360. Este elemento foi originalmente desenvolvido apenas com o Wii U em mente e tinha a intenção de deixar o jogo mais fácil, além de evocar algumas das primeiras impressões do trailer inicial de 2010. A decisão de levar o Director's Cut para múltiplas plataformas foi baseada nos pedidos dos fãs. A edição continha todos os conteúdos extras incorporados ao jogo principal, incluindo todos os equipamentos de The Missing Link. Também presente estava uma faixa de comentários em áudio com os desenvolvedores que era ativada por ícones espalhados pelos níveis, além de um documentário de bastidores. Uma opção mais barata foi oferecida aos donos do lançamento original, com o preço variando dependendo da quantidade de conteúdos adicionais que cada jogador possuía. O Director's Cut foi lançado em 22 de outubro de 2013 para Wii U, Microsoft Windows, PlayStation 3 e Xbox 360. A versão de OS X estreou em 16 de abril de 2014. Assim como o jogo original, sua conversão foi feita pela Feral Interactive.

### Outras mídias
Uma série de quadrinhos limitada foi produzida e lançada previamente ao jogo. A história foi escrita por Robbie Morrison com ilustrações de Sergio Sandoval e Trevor Hairsine. As artes de capa foram criadas por Jim Murry, enquanto McMarle e Jacques-Belletête assumiram funções supervisoras respectivamente na história e nas ilustrações. O quadrinho foi publicado pela DC Comics entre 9 de fevereiro a 20 de julho de 2011.
Um romance spin-off intitulado Deus Ex: Icarus Effect foi escrito por James Swallow. A história se passa por volta do mesmo período que o jogo principal, seguindo os novos personagens de Ben Saxon e Anna Kelso enquanto tentam descobrir uma conspiração. Ele foi anunciado em julho de 2010 e publicado pela Titan Books em 22 de fevereiro do ano seguinte. Uma novela, Deus Ex: Fallen Angel, também escrita por Swallow, foi lançada digitalmente como download gratuito junto com o Director's Cut: o romance detalha o começo da vida de Faridah Malik em Hengsha. Uma adaptação para o cinema também tinha sido anunciada pela Eidos Montréal junto com a CBS Films.

## Recepção

### Crítica
Human Revolution foi muito elogiado pela crítica especializada ao ser lançado. No agregador de resenhas Metacritic o jogo tem uma nota 90/100 no PC e 89/100 tanto no PlayStation 3 quanto no Xbox 360, baseadas respectivamente em 52, cinquenta e setenta críticas. A recepção do Director's Cut também foi bem positiva, com a versão de Wii U tendo nota nota de 88/100 baseada em trinta resenhas enquanto a de PC ficou com 91/100 baseada em quatro resenhas.
Tom Bramwell da Eurogamer elogiou o fato da história se encaixar dentro das mecânicas de jogo, também elogiando as missões paralelas pelo modo que aprofundavam o mundo e comparando positivamente os diálogos e interações de personagens com uma luta de boxe. Andrew Reiner da Game Informer descreveu a história e o mundo como "fascinantes", mesmo com Jensen sendo um personagem fraco. Kevin VanOrd para a GameSpot comentou positivamente sobre o estilo da história e sua exploração de temas contemporâneos. Arthur Gies da IGN achou que a história conseguiu se segurar mesmo possuindo momentos com roteiro embaraçoso. Tom Francis da PC Gamer não comentou muito sobre a história, apenas salientando sua escala e que vários detalhes ambientais revelavam informações aos jogadores. Mike Channell da Official Xbox Magazine afirmou que o título era um dos jogos mais inteligentemente escritos da geração, elogiando tanto a narrativa principal e as missões paralelas mesmo com as histórias de alguns personagens terem ficado sem resolução. A revista japonesa Famitsu disse que o jogo dava grande liberdade de escolha, comentando positivamente sobre as opções de diálogos apresentadas ao jogador.
Bramwell foi positivo com a jogabilidade geral, citando o hackeamento como sua atividade favorita, porém comentou que as limitações do jogo se destacaram por causa da qualidade do restante. Reiner foi positivo sobre a experiência geral, mas encontrou falhas na inteligência artificial e problemas de equilíbrio. VanOrd elogiou a liberdade de escolhas e a duração do jogo, entretanto achou que a inteligência artificial fraca distraia do resto. Gies de mesma forma elogiou a liberdade, afirmando que as jogabilidades de ação e furtiva eram igualmente fortes. Francis comparou positivamente o número de opções oferecidas com o Deus Ex original mesmo com algumas partes lineares, elogiou o hackeamento por ser mais interativo que nos títulos anteriores e gostou tanto da ação quanto da furtividade. Channell disse que os combates pré-aprimoramentos pareciam "desajeitados", mas foi positivo sobre o modo que evoluiu e elogiou o foco nas mecânicas furtivas e de conversação. A Famitsu foi muito positiva sobre a jogabilidade, sentindo que havia hibridizado o RPG e o tiro em primeira pessoa, também elogiando a customização e a inteligência artificial. Críticas negativas unânimes foram dadas para as batalhas dos chefões, com vários críticos as achando mal executadas ou em conflito com o resto da experiência.
O desenho de jogo foi positivamente salientado por Bramwell, que ao mesmo tempo criticou certos interiores por repetições. Reiner achou que o dublador de Jensen era inexpressivo e que as animações faciais dos personagens eram "robóticas", entretanto ele elogiou a trilha sonora apesar de algumas similaridades com a música de Mass Effect e louvou o desenho do mundo. VanOrd falou bem dos visuais mas achou que as animações faciais estavam datadas, com os longos tempos de carregamento estando entre alguns dos problemas técnicos que ele tinha encontrado. Gies elogiou muito o estilo artístico do jogo e sua música, também encontrando dificuldades técnicas e falhas nas dublagens. Francis afirmou que os ambientes das missões eram "deslumbrantes". Channell gostou muito dos visuais e comentou que a dublagem era "impecável".
O Director's Cut também foi bem recebido. Brian Albert da IGN percebeu algumas inconsistências no comportamento dos inimigos, mas repetiu os mesmos elogios dados para a versão original e também para as novas mecânicas de jogabilidade e batalhas de chefões melhoradas. VanOrd novamente comentou as animações faciais datadas e a inteligência artificial ruim, porém elogiou os outros aspectos do Director's Cut, particularmente notando as melhorias nos chefões. Bramwell também elogiou os combates revisados contra os chefões e a inclusão de conteúdos adicionais como The Missink Link, que ele disse que não funcionava muito bem como um lançamento autônomo. Ele reiterou muitos dos elogios que tinha dado para o jogo original. Michael Gapper da Official Nintendo Magazine afirmou que todas as mudanças realizadas no Director's Cut o melhoraram, elogiando o equilíbrio entre liberdade de escolha e a adição de novos elementos.

### Vendas
Human Revolution tornou-se o jogo mais vendido do mês de agosto ao ser lançado na América do Norte mesmo tendo estreado no final do mês. Ele permaneceu entre os dez mais vendidos do mês de setembro, ficando na sexta posição. O jogo também estreou na primeira posição no Reino Unido nas tabelas de todos os formatos, não incluindo vendas digitais: a maior parte das vendas foram no Xbox 360 com 57%, 31% no PlayStation 3 e 13% no PC. Suas vendas totais na primeira semana quase chegaram em um milhão de cópias, uma performance descrita como "apenas 26.000 unidades a menos que todas as vendas de Invisible War". Ele acabou ficando como o segundo jogo mais vendido do mês atrás de Zumba Fitness. Human Revolution continuou a figurar como um dos dez jogos mais vendidos da região pelas semanas seguintes: ele ficou na primeira posição em sua segunda semana mesmo tendo vendas 47% menores que a semana anterior, caindo para a quinta posição ao final de setembro. O jogo foi o 21º título mais bem vendido no Reino Unido do ano de 2011. Por volta de novembro de 2011, as vendas totais de Human Revolution acumulavam 2,18 milhões de unidades vendidas na América do Norte e Europa: oitocentas mil na América do Norte, enquanto as vendas europeias mostraram-se mais fortes com 1,38 milhões. As vendas do jogo contribuíram para a Square Enix triplicar seus lucros previstos para o período de abril–setembro, com a publicadora as descrevendo como um "resultado favorável".

## Legado
Um título para celulares chamado Deus Ex: The Fall foi desenvolvido em parceria entre a Eidos Montréal e a N-Fusion Interactive após o lançamento de Human Revolution. The Fall é uma sequência do romance Icarus Effect, seguindo Saxon e Kelso. Ele foi lançado em julho de 2013 para iOS, janeiro de 2014 para Android e março de 2014 para Microsoft Windows. Um novo título Deus Ex principal foi anunciado em 2013 como estando em desenvolvimento, junto com o anúncio do lançamento do Director's Cut. O jogo intitulado Deus Ex: Mankind Divided é uma sequência direta de Human Revolution, se passando dois anos depois do final em que Jensen destrói Panchaea e em um mundo que rejeitou a tecnologia de aprimoramentos, segregando aqueles que a possuem. Ele foi lançado para PC e os consoles da oitava geração em agosto de 2016. Mankind Divided faz parte de um amplo projeto chamado de Deus Ex Universe, com jogos e mídias adicionais sendo projetados para expandir o mundo das histórias.